# Иоанн II (епископ Иерусалимский)
Иоанн II (ок. 356 — 10 января 417 года) — епископ Иерусалимский с 387 года до своей смерти. На Иерусалимской кафедре стал преемником святого Кирилла Иерусалимского. По мнению ряда современных исследователей, Иоанн является автором пяти из мистагогических катехизисов, ранее приписываемых Кириллу. Почитается как святой Православной церкви (30 марта) и в католичестве (10 января).

## Биография
Об Иоанне II известно, преимущественно, в связи с оригенистским спором, точнее — конфликтов восточного духовенства середины 390-х годов. О событиях, произошедших в ходе состоявшегося в 394 году визита Епифания Кипрского в Иерусалим, известно по составленному три года спустя полемическому трактату Иеронима Стридонского «Против Иоанна Иерусалимского» и писем самого Епифания. По обычаю, гостю было предоставлено право провести богослужение, и Епифаний темой своей проповеди избрал осуждение Оригена. Высказывания Епифания были встречены возмущением со стороны монахов, в связи с чем епископ Иерусалима Иоанн был вынужден просить Епифания оставить эту тему — согласно Иерониму, это было тяжким оскорблением. По предположению Иеронима, косвенно критика кипрского епископа была направлена против иерусалимского епископа, который, в свою очередь, подозревал Епифания в антропоморфизме. Затем с длинной проповедью выступил Иоанн, обрушившись с критикой против тех, кто представляет Бога с ушами и глазами, то есть антропоморфитов. По завершении речи Иоанна Епифаний кратко выразил согласие с услышанным и попросил патриарха анафематствовать Оригена. Согласно впечатлениям присутствовавших, таким образом, победа в этой полемике досталась Епифанию.
В дальнейшем отношения между епископами стали ещё более натянутыми, после чего епископ Кипра отправился в Вифлеем. После Троицы 394 года Епифаний отбыл на свою родину, в район Елевферополя, где он когда-то основал монастырь. Там к нему прибыла делегация из Вифлеемского монастыря с просьбой поставить к ним пресвитера. Согласно объяснению Епифания, не имея лучшей кандидатуры, он посвятил в сан Павлиниана, младшего брата Иеронима. Назначение было сделано против желания самого Павлиниана, в нарушение канонического права, поскольку тот не достиг положенных 30 лет, и в нарушение прав иерусалимского патриарха. В переписке с Иоанном Епифаний не признал своей вины, настаивая на том, что его действия были оправданы. По мнению Я. Кима (Young R. Kim), одной из целей Епифания в этой истории было вовлечь Иеронима в спор об Оригене. Вскоре Епифаний покинул Палестину, оставив конфликт нерешённым. Иоанн в ответ отлучил от церкви Иеронима и вифлеемских монахов, а осенью добился у префекта претория Руфина постановления об изгнании из Палестины Иеронима и его сторонников. Убийство Руфина 27 ноября 395 года не дало этому решению вступить в силу. Известно о двух неудачных попытках примирения Иоанна и Иеронима в 396—397 годах. В первой из них посредником выступил комит Палестины Архелай, во второй своего эмиссара Исидора прислал патриарх Феофил Александрийский. Поддержка, оказанная Иоанну посланцем Феофила, только усугубила гнев Иеронима. Точка зрения Иеронима, выраженная в частном письме, по его мнению — выкраденном сторонниками Руфина, стала широко известна, что привело к дальнейшей эскалации конфликта.

## Сочинения
Достоверно принадлежащих Иоанну II литературных произведений известно только два: сохранившаяся в армянском переводе проповедь и краткое исповедание веры на сирийском языке. Проповедь исследовал, а затем издал во французском переводе бельгийский византинист Мишель ван Эсбрук. Возможность авторства Иоанна мистагогических катехизисов, приписываемых Кириллу Иерусалимскому, следует из обнаруживаемого в ряде мест этого произведения оригенизма. На два таких места указал германский богослов Георг Кречмар.